# Дом Мехранов
Дом Мехранов (Михранов) (пехл. 𐭬𐭨𐭥𐭠𐭭) — ведущая дворянская семья (šahrdārān) Древнего Ирана, один из Семи великих домов Сасанидского Ирана. Претендовали на происхождение от Аршакидов. Одна из ветвей семейства основала династию Михранидов, правивших Кавказской Албанией, другая — династию Хосроидов, правивших Картли.

## История
Дом Мехранов впервые упомянут в середине III века н. э. в трёхъязычной надписи на Каабе Зороастра, описывающей политическую, военную и религиозную деятельность Шапура I, второго Сасанидского шаха Ирана, семейство оставалось наследными «маркграфами» Рея на протяжении правления Сасанидов. Несколько членов семьи служило генералами в Римско-персидских войнах, упомянутые просто как Мехран или Μιρράνης, mirranēs, в греческих источниках. В самом деле, Прокопий, в своей «Истории войн», утверждает, что семейное имя Мехран — титул, эквивалентный генералу.

## Ресурсы
- Dodgeon, Michael H.; Greatrex, Geoffrey; Lieu, Samuel N. C. The Roman Eastern Frontier and the Persian Wars (Part I, 226–363 AD) (англ.). — Routledge, 2002. — ISBN 0-415-00342-3.